# Włókna do modyfikowania betonu

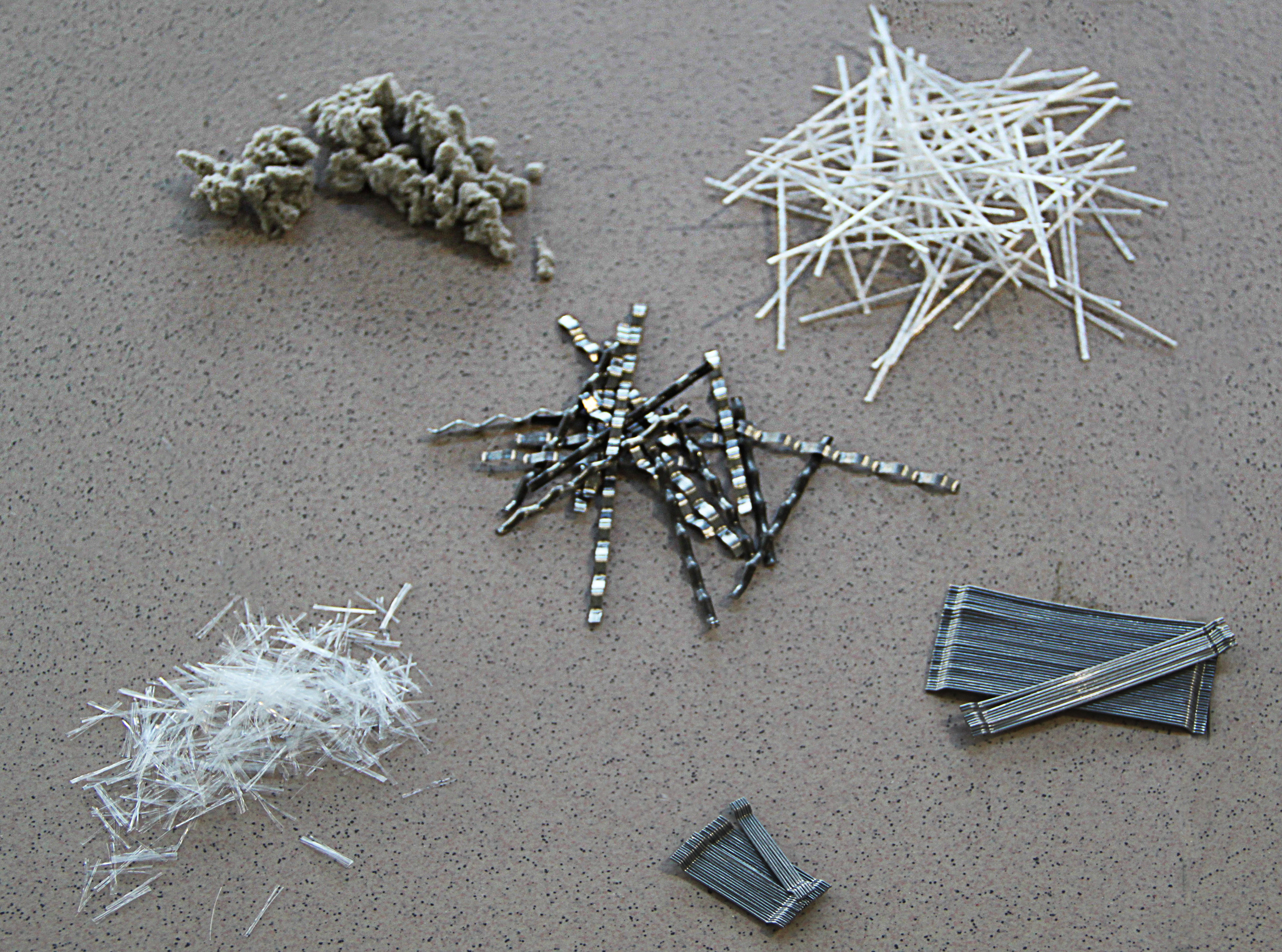
Różne rodzaje włókien do modyfikowania betonu

Włókna do modyfikowania betonu – krótkie, cienkie dodatki materiału włóknistego dodawane do betonu w celu polepszenia jego właściwości. Mogą być wykonane z różnych materiałów, najczęściej ze stali i tworzywa sztucznego. W wyniku dodania włókien do betonu powstaje kompozyt o zupełnie innych cechach niż beton zwykły, zwany fibrobetonem (drutobetonem, włóknobetonem, SFRC - Stell Fibre Reinforced Concrete).
Dzięki włóknom beton nie jest kruchy, nie pęka od razu, lecz odkształca się i przenosi większe naprężenia. Dodatek włóknisty powoduje wzrost wytrzymałości betonu, głównie na rozciąganie i zginanie, a także zapobiega powstawaniu rys w betonie.
Typy włókien do modyfikowania betonu:
- włókna stalowe,
- włókna polimerowe (syntetyczne),
- włókna bazaltowe,
- włókna szklane,
- włókna węglowe,
- włókna naturalne.